# Poa lepidula
Poa lepidula là một loài cỏ trong họ hòa thảo, thuộc chi poa.